# Église St Andrew de Mells
Pour les articles homonymes, voir Église St Andrew.
L'église St Andrew est une église paroissiale anglicane située dans le village de Mells, dans le comté anglais du Somerset. L'église est classée Grade I. Elle appartient au diocèse de Bath et Wells.

## Histoire
L'église actuelle date principalement de la fin du XVe siècle et construite dans le style perpendiculaire. Elle est restaurée au milieu du XIXe siècle. L'église originelle appartenait en 1292 à l'abbaye de Glastonbury et sa valeur était évaluée à 35 marks.
La tour actuelle date de 1446, et a une horloge du 17ème. Elle comporte un set de huit cloches, dont la plus ancienne date de 1716. Une autre cloche  accrochée au toit du chœur date d'environ 1325 et figure sur la base de données nationale des cloches d'importance historique,.
L'église a des liens étroits avec les Asquith ainsi que les Horners qui vivaient à Mells Manor.

## Sépultures notables
- Siegfried Sassoon[7]
- Ronald Knox[8]
- Sir Maurice Bonham Carter[9]
- Violet Bonham Carter, baronne Asquith[10]
- George A. Birmingham alias James Owen Hannay[11]
- Christophe Hollis[12]
- Katharine Asquith[13]
- Reginald McKenna (dans la tombe de la famille McKenna)[14]
- Lieutenant-colonel Simon Fordham OBE[15]

## Fonctionnalités

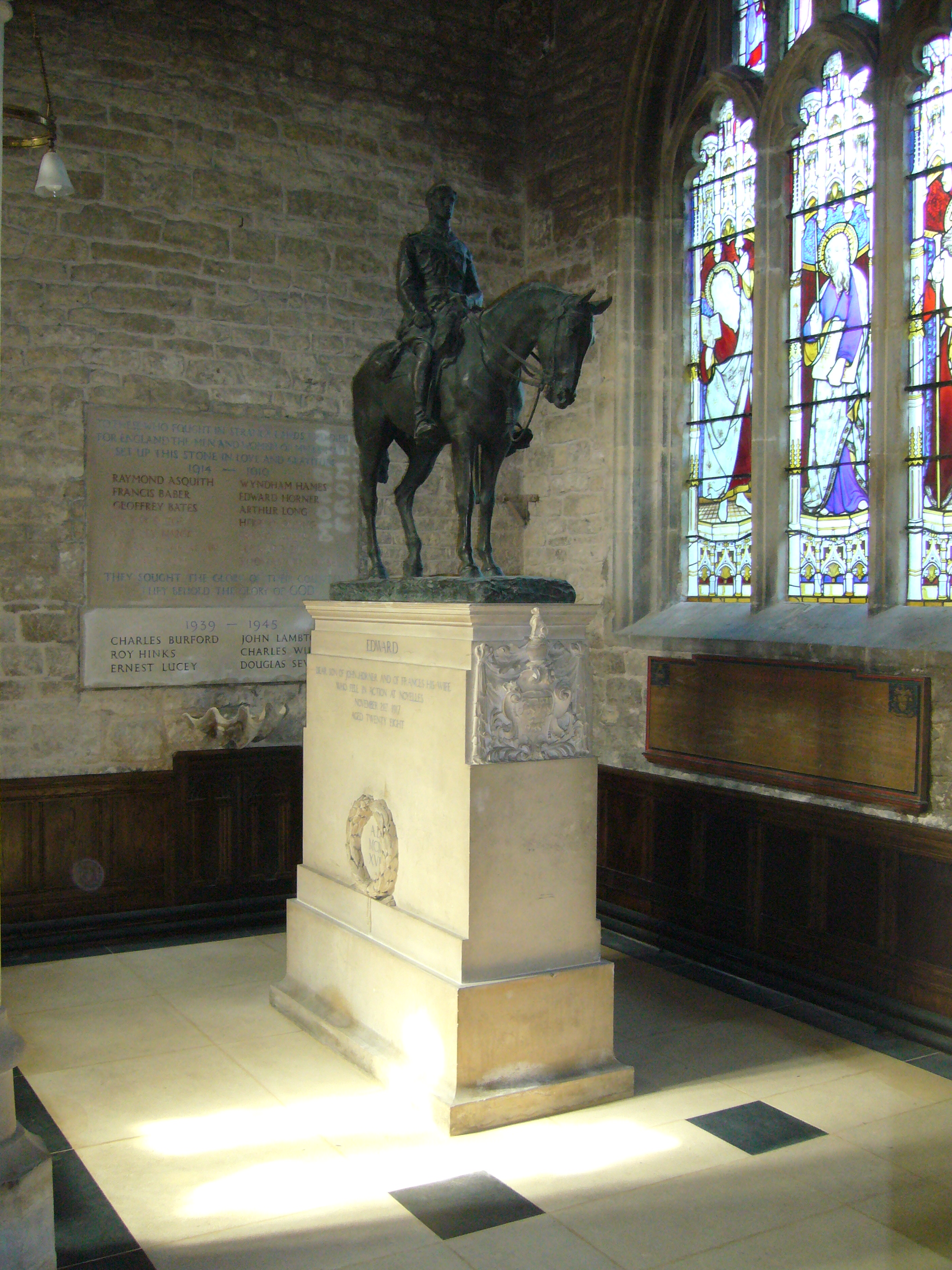
Mémorial d'Edward Horner.

L'intérieur comprend un retable en marbre blanc et un autel en marbre polychrome avec un bénitier normand. Plusieurs vitraux datent des années 1850.
Le bâtiment présente plusieurs caractéristiques décoratives importantes, notamment :
- un vitrail de William Nicholson.
- une plaque de gesso blanc de 1886 par Edward Burne-Jones à Laura Lyttelton (une copie dorée du mémorial se trouve au Victoria and Albert Museum)[16].
- une tapisserie d'après Burne-Jones par Lady Horner.
- une tablette de pierre énumérant les noms des morts du village des deux guerres mondiales[17].
- une couronne de bronze conçue par Sir Edwin Lutyens, avec un lettrage d'Eric Gill, à Raymond Asquith[18],[19].
- une statue équestre d'Edward Horner (mort à Cambrai en 1917) par Sir Alfred Munnings (sur un socle de Lutyens)[20],[21].
- une plaque de bronze dédiée au capitaine Stanes Geoffrey Bates du 7th Queen's Own Hussars, tué au combat près d'Ypres pendant la Première Guerre mondiale.

## Orgue
L'église possède un orgue de 1880 créé par William Gibbons Vowles. Les caractéristiques de l'orgue sont indiquées sur le National Pipe Organ Register.

## Galerie

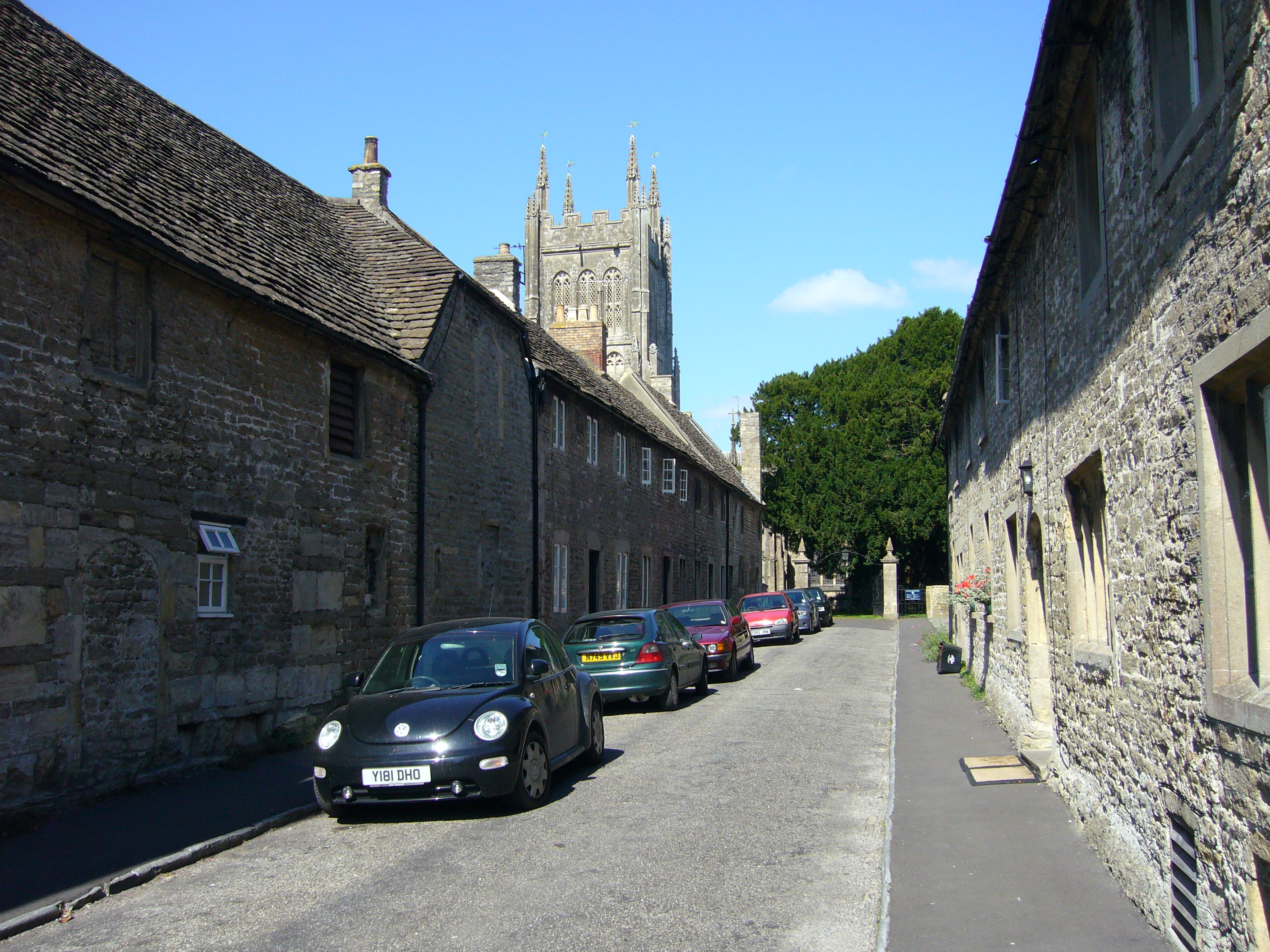
Vue depuis la rue.
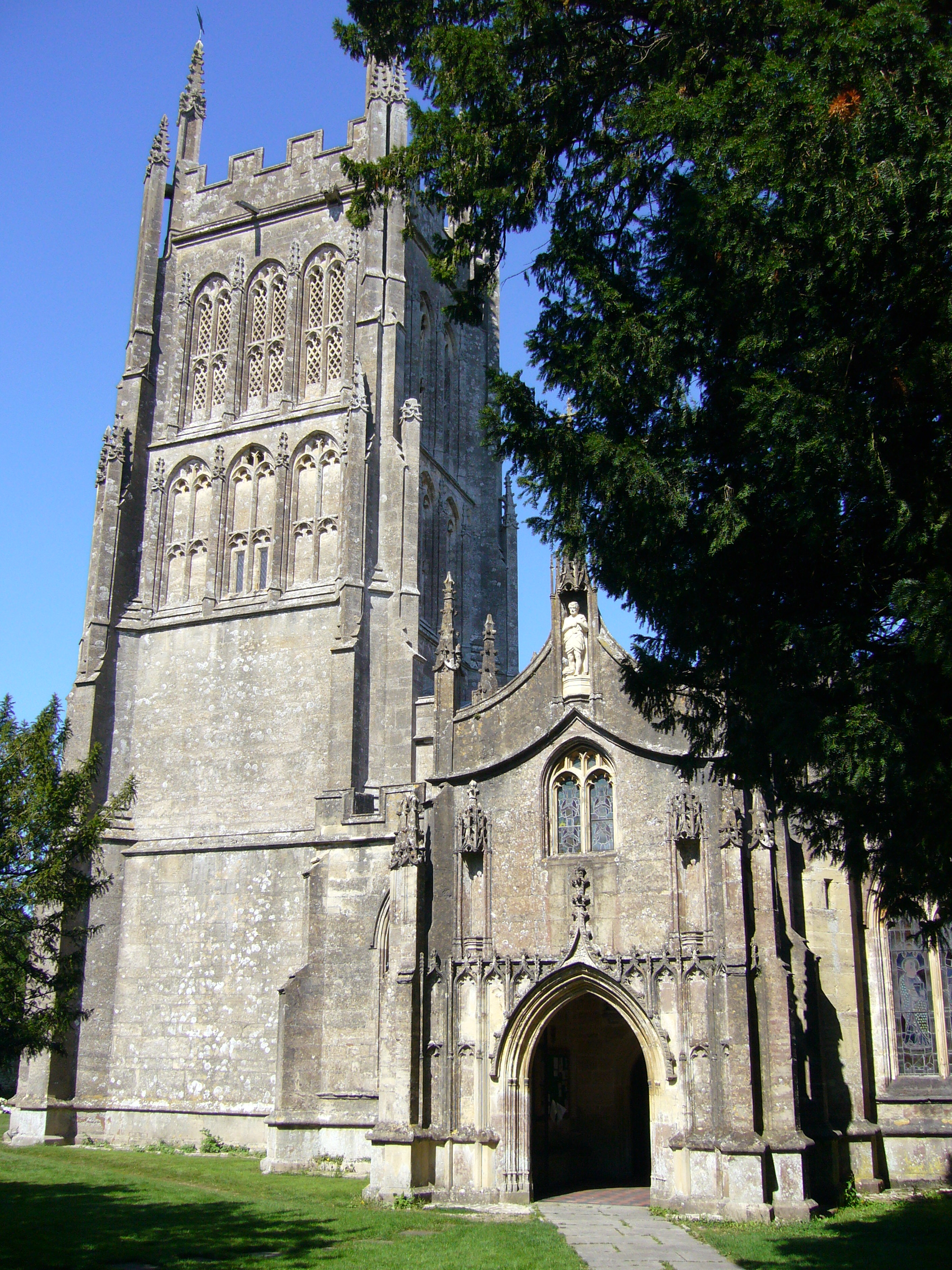
Entrée de l'église.
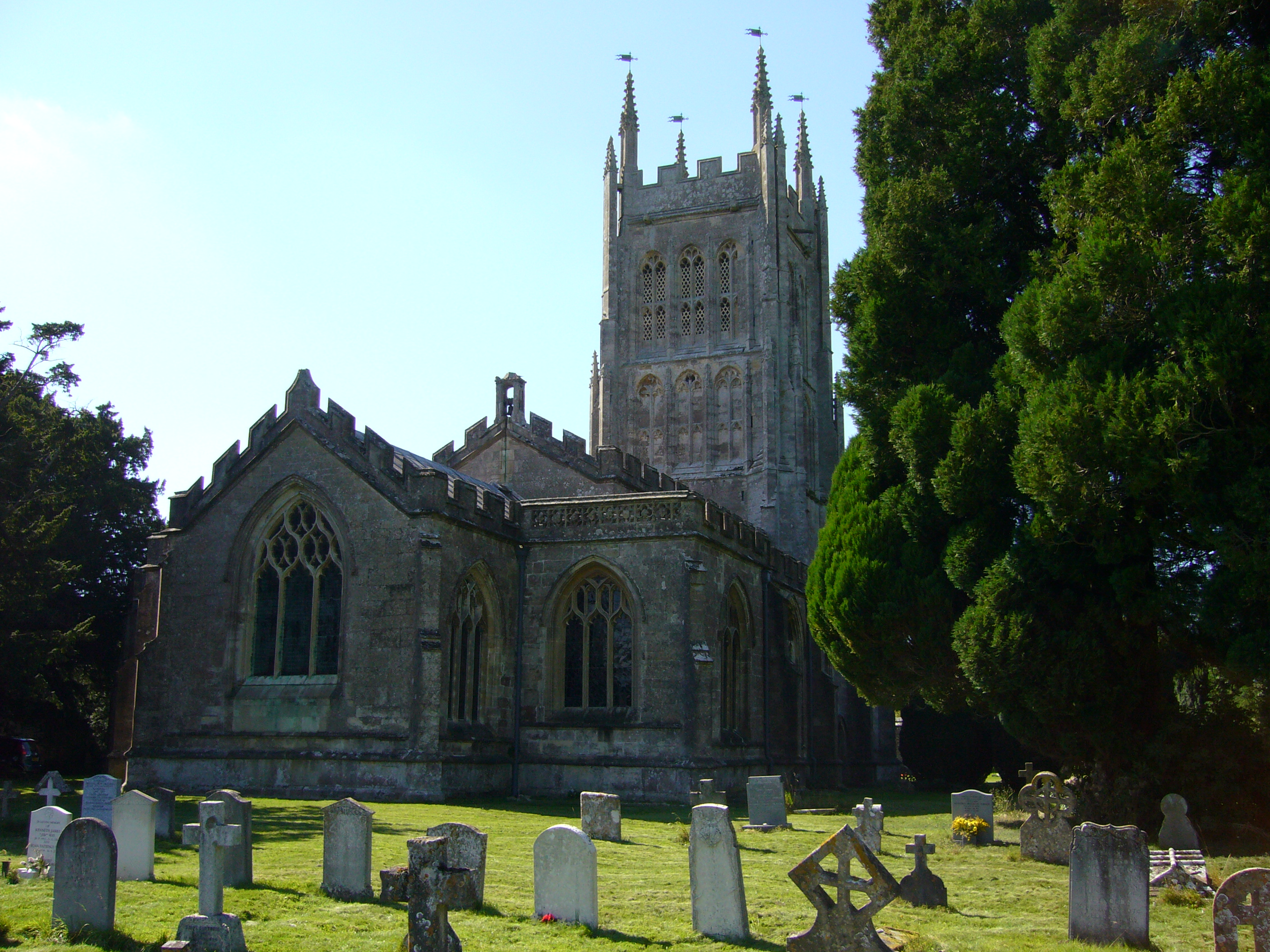
Vue arrière.